# Обрушение подъезда в Белгороде 12 мая 2024 года
Обрушение подъезда в Белгороде произошло 12 мая 2024 года. В результате взрыва произошло разрушение подъезда десятиэтажного жилого дома, погибло 17 человек, еще около 30 человек пострадали. Обрушение подъезда произошло на фоне вторжения России на Украину.
Минобороны России заявило, что взрыв, повлекший обрушение дома, вызвало падение фрагмента сбитой украинской ракеты комплекса «Точка-У». Независимые военные эксперты посчитали данную версию маловероятной, назвав возможной причиной взрыва нештатный сход российской авиационной бомбы ФАБ-250 или ФАБ-500.

## Фон
В ходе российского вторжения в Украину Белгород и Белгородская область регулярно подвергалась обстрелам со стороны ВСУ. 10 мая 2024 года на сопредельной территории украинской Харьковской области началось наступление российских войск. При этом с территории Белгородской области велись обстрелы Харькова и Харьковской области.

## Обстоятельства
12 мая в Белгороде несколько раз срабатывала воздушная тревога с предупреждением о ракетной опасности. После объявления второй за утро тревоги начали поступать сообщения об обрушении одного из восьми подъездов десятиэтажного жилого дома № 55А на улице Щорса. Обрушение подъезда произошло около 11.30 по местному времени. На опубликованных видео было видно, что обрушению подъезда предшествовал взрыв. В разрушенном подъезде находилось 40 квартир.
В ходе спасательных работ на спасателей рухнула кровля дома. Пострадало трое спасателей. Поисково-спасательные работы трижды прерывались из-за сигнала о новой ракетной опасности. Заблокированных из-за обрушения лифта и лестницы жителей дома эвакуировали с помощью
автовышки. МЧС РФ из-под завалов дома спасли 12 человек.
Независимые военные аналитики отметили, что дом расположен практически параллельно российско-украинской границе, и на стороне дома, направленной вглубь России, взрывной волной были разбиты практически все окна, а также пострадали машины и гаражи, в то время как с противоположной стороны большинство окон остались целыми. По мнению аналитиков, характер разрушений указывает на то, что взрыв произошёл с «российской» стороны, и взрывная волна нанесла меньшие разрушения с другой стороны, так как она была частично поглощена зданием.

## Версии

### Нештатный сход российской авиабомбы
Независимые эксперты из Conflict Intelligence Team предполагали, что разрушение дома могла вызвать российская фугасная бомба с УМПК. Они утверждали, что «незадолго до взрыва сообщалось о пуске планирующих авиабомб по Харьковской области». Независимый военный эксперт в интервью Радио «Свобода» склонялся к аналогичной версии, посчитав, что взорваться могла российская авиационная бомба калибра 250 или 500 килограмм — Россия активно использует такие бомбы для бомбардировок Харьковской области Украины; по словам эксперта, за полгода до обрушения дома в Белгородской области зафиксировано не менее 20 падений таких российских авиабомб, а 20 апреля 2023 года одна из бомб, внештатно сошедших с российского самолёта, сдетонировала в Белгороде.

### Падение фрагмента украинской ракеты, сбитой российским ПВО
Минобороны РФ заявило, что ВСУ атаковали Белгород ракетами Точка-У, Ольха и Vampire. По заявлению российского Минобороны, фрагментами одной из сбитых ракет Точка-У и был поврежден дом в Белгороде.
Группа Conflict Intelligence Team называла маловероятной версию падения на дом сбитого фрагмента украинской ракеты, отмечая, что «окна в здании выбиты с северо-восточной стороны и остались целыми с противоположной, обращённой в сторону Украины», и утверждая, что маловероятно, чтобы ракета Точка-У настолько изменила свою траекторию под действием ракеты российской ПВО. Независимый военный эксперт в интервью Радио «Свобода» указал на то, что уничтожить дом могла только фугасная боеголовка, однако на месте взрыва не зафиксированы следы от поражающих элементов в форме параллелепипедов и кубиков, которыми начиняется такой тип боеголовки ракеты «Точка-У». Отсутствие следов осколков, по мнению эксперта, невозможно объяснить. Единственным украинским боеприпасом, который соответствовал характеру взрыва, эксперт назвал реактивный снаряд украинской модификации российской РСЗО «Смерч».
Журналисты отмечали, что ранее Минобороны России, комментируя гибель жителей украинских городов в результате российских обстрелов, неоднократно возлагало ответственность за это на ПВО Украины, заявляя, что из-за украинской ПВО обломки ракет падали на жилые дома.

### Другие версии
Conflict Intelligence Team рассматривал версию попадания в дом российской ракеты С-300. Основатель Conflict Intelligence Team Руслан Левиев заявлял: «установить наверняка, какой боеприпас ударил по дому, пока невозможно, однако, скорее всего, это произошло из-за действий российской стороны». Независимый военный эксперт в интервью Радио «Свобода» отверг версию поражения российской зенитной ракетой из-за отсутствия на месте взрыва характерных следов от поражающих элементов боеголовки.
Губернатор Белгородской области Вячеслав Гладков изначально заявлял о прямом попадании снаряда в дом в ходе «массированного удара со стороны ВСУ». Следственный комитет РФ также утверждал о том, что в результате атаки «вооружённых формирований Украины» в здание попал снаряд.
Руководитель Центра противодействия дезинформации при СНБО Украины Андрей Коваленко заявил, что дом мог быть «взорван изнутри», так как на видео обрушения подъезда не было видно «никаких падающих объектов». По словам Коваленко, обрушение дома могло быть «провокацией российских спецслужб для оправдания ударов по украинским городам». Независимый военный эксперт в интервью Радио «Свобода» назвал подобную аргументацию несостоятельной, так как российские власти «все, какие могли, преступления уже совершили», и им не нужны для этого оправдания.

## Реакция
Следственный комитет РФ возбудил уголовное дело по ст. 205 УК РФ «Террористический акт».
Украинские власти официально не комментировали случившееся.